# Архангел Рафаил
Архангел Рафаи́л (ивр. רָפָאֵל‎, Рэфа́эль — «исцелил Господь»; от «рафа́» רפא — исцелять) — один из архангелов. По апокрифической Книге Еноха Рафаил считается вторым по счёту в ряду архангелов (после Михаила).
Из всех семи ангелов, встречающихся в ангелологии пост-изгнаннического иудаизма, только Михаил и Гавриил записаны в Писаниях, считающихся каноническими для всех христиан, под своими именами. Рафаил упоминается по имени в книге Товита, которая входит в Ветхий Завет в православии и католицизме, причём в католицизме признана канонической. Остальные четверо названы в Первой Книге Еноха (глава XX), написанной во II веке до нашей эры: Уриил, Рагуил, Сариил и Иерахмиил.
Корень имени Рафаил (Raphael) также присутствует в современном еврейском слове Rophe, которое переводится как «врач», тем самым напоминая о традиционно приписываемых этому ангелу способностях целителя.

## В Книге Еноха
Рафаил погребает связанного Азазеля под пустыней за то, что он обучил людей различным ремеслам и тем самым развратил их (Ен. 2:35—37):

И сказал опять Господь Рафаилy: "Свяжи Азазеля по рукам и ногам и положи его во мрак; сделай отверстие в пустыне, которая находится в Дудаеле, и опусти его туда. И положи на него грубый и острый камень, и покрой его мраком, чтобы он оставался там навсегда, и закрой емy лицо, чтобы он не смотрел на свет! И в великий день суда он будет брошен в жаp.
В книге он описан как «один из святых ангелов, ангел духов людей» (не всех, поскольку Михаил поставлен «над лучшею частью людей, — над избранным народом») (Ен. 4:27).
Рафаил рассказал Еноху об устройстве четырёх мест упокоения человеческих душ, где они обитают в ожидании Последнего Суда; когда человек пришёл в сад правды, увиденное им древо Рафаил обозначил как «то самое дерево мудрости, от которого твои предки, твой старый отец и старая мать вкусили и обрели познание мудрости, и у них открылись очи, и они узнали, что были наги и были изгнаны из сада».
Стоя у Престола Господня, Рафаил «прославляет Избранного и избранных, которые взвешены Господом духов». Он и ещё три ангела пойдут в битву против Азазеля и его войск и бросят их в адское пламя:

И я спросил ангела мира, говоря: «Эти цепи-орудия, — для кого они приготовлены»? И он сказал мне: "Они приготовлены для отрядов Азазеля, чтобы взять их и бросить в преисподний ад: и челюсти их будут покрыты грубыми камнями, как повелел Господь духов. Михаил и Гавриил, Руфаил и Фануил схватят их в тот великий день суда и бросят в этот день в печь с пылающим огнём, дабы Господь духов отмстил им за их неправду, — за то, что они покорились сатане и прельстили живущих на земле.

## В католицизме и православии

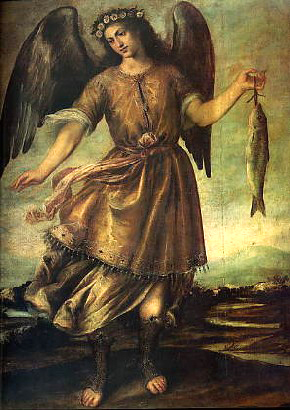
Архангел Рафаил. Бартоломэ Ромэн

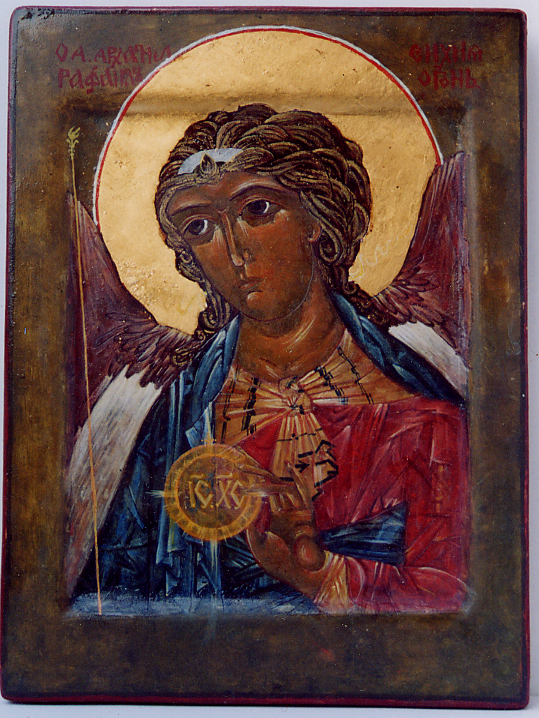
Икона Святого Архангела Рафаила

Ангел Рафаил появляется в неканонической / второканонической книге Товита, где предстаёт в человеческой форме и становится компаньоном сыну Товита Товию, называя себя «Азария, из рода Анании великого» (Тов. 5:13). В ходе путешествия обозначаются охранительные силы архангела, например изгнание и связывание в Верхнем Египте демона, убившего семерых мужей Сарры, дочери Рагуила, впоследствии ставшей женой Товия (Тов. 8:3). После возвращения домой и исцеления слепоты Товита Рафаил раскрывает себя (Тов. 12:15):

Я — Рафаил, один из семи святых Ангелов, которые возносят молитвы святых и восходят пред славу Святаго.
Возможно, здесь существует связь с безымянными ангелами из Откровения Иоанна Богослова.
Что касается целительных способностей, приписываемых Рафаилу, о них известно немногим больше, чем из его заявления Товиту о том, что он был призван Богом, чтобы излечить мужчину от слепоты и освободить Сарру, будущую жену Товия, от злого духа Асмодея. Православным христианам, почитающим святого Архангела и молящимся ему, Рафаил невидимо помогает вплоть до наших дней, духовно утешая и укрепляя верующих во время болезней, а также при смерти. Среди католиков Рафаил считается святым покровителем врачей и путешественников, а также помогает людям, нуждающимся в их услугах.
День, посвященный Рафаилу, впервые был включен в римский литургический год в 1921 году и праздновался 24 октября. С реформой календаря 1969 года праздник был перенесен на 29 сентября и объединился с днем Архангела Михаила и Архангела Гавриила, однако католическая Церковь и сейчас допускает возможность празднования по старому календарю.
Рафаил часто изображается с крупной рыбой в руке. Это отсылка на Книгу Товита — архангел приказал Товию поймать рыбу, а затем научил юношу, как при помощи рыбьего желчного пузыря излечить слепоту отца, а также прогнать демона, воскуряя сердце и печень животного.

## В исламе
Рафаил почитается в исламе как один из великих архангелов. Согласно хадису, именно Рафаил вострубит в знак прихода Судного Дня. Считается, что труба прозвучит два раза: первый раз в знак наступления Судного Дня, второй — когда все души соберутся на Страшном Суде.
В исламской традиции Рафаил известен под именем Исрафил (Isrāfīl). Согласно Корану, он задерживает дыхание в ожидании приказа Аллаха начать Судный День.

## В литературе
- Рафаил посещает Адама и Еву в Эдеме в поэме Джона Мильтона «Потерянный рай».